# ムハンマド・ハニーフ・アトマル
ムハンマド・ハニーフ・アトマル（パシュトー語: محمد حنيف اتمر、英語: Mohammad Hanif Atmar、1968年9月10日 - ）は、アフガニスタンの政治家。内務大臣、教育大臣、外務大臣などを歴任した。パシュトゥーン人。

## 経歴
ラグマーン州出身。ムハンマド・ハニーフ・アトマル・ムハンマドの息子。
- 1993年～1995年 - アフガニスタン援助局の在アフガニスタン・パキスタン人道プログラム担当顧問
- 1995年～2001年 - ノルウェー・アフガニスタン委員会のプログラム調整官
- 2001年～2004年 - 国際アフガニスタン援助委員会副事務局長
- 2004年12月23日～2006年4月 - 農村開発相
- 2006年5月2日～2008年10月11日 - 中等教育相
- 2008年10月11日に内務相就任、2010年1月2日に再任。同年6月6日、和平会議時のテロ行為の責任を問われ解任。
- 2020年4月4日、アシュラフ・ガニー大統領より暫定外務大臣に任命され、正式な外務大臣に指名された[1]。
- 2021年8月15日、ターリバーン攻勢によるカーブル陥落でガニー政権が事実上崩壊[2]、トルコに亡命[3]。

## パーソナル
イギリスの大学で農業分野の修士号、ヨーク大学で国際関係分野の学士号を取得。情報技術分野の証書も有する。英語とウルドゥー語を話す。

## 著書
- 「発展途上国における非政府組織の発展」（イギリス）
- 「現実へのレトリックから」（イギリス）
- 「アフガニスタンにおける人道援助、戦争と平和：何を学ぶべきか？」
- 「アフガニスタンにおける政治及び人道援助とアフガニスタン国民に対するその結果」
- 「アフガニスタン、あるいはアフガニスタンにおける未承認の戦争？」